# Habronattus trimaculatus
Habronattus trimaculatus är en spindelart som beskrevs av Bryant 1945. Habronattus trimaculatus ingår i släktet Habronattus och familjen hoppspindlar. Inga underarter finns listade i Catalogue of Life.